# Pillac

Pillac este o comună în departamentul Charente, Franța. În 1 ianuarie 2022 avea o populație de 253 de locuitori.